# Kombi (nadwozie)
Kombi – typ nadwozia samochodu osobowego o wydłużonej tylnej części, zazwyczaj przeznaczonej na bagaż. W odróżnieniu od typu hatchback wysokość kabiny nie zmniejsza się aż do samego końca samochodu; szyb z boku jest po trzy, a nie po dwie; tylna szyba nie jest tak mocno odchylona od pionu. Jest to nadwozie dwubryłowe.
Z reguły współczesne samochody kombi mają relingi dachowe umożliwiające montaż dodatkowego bagażnika na rowery, narty, a nawet box dachowy, zazwyczaj mają pięcioro drzwi. Można spotkać jednak trzydrzwiowe odmiany, jak np. oferowany do początku lat 90. XX w. Trabant Universal, studyjny model Renault Clio Grandtour Concept, a także Opel Kadett E. Trzydrzwiowe, jak i niektóre pięciodrzwiowe kombi, posiadające mniejszy bagażnik (jak Peugeot 206 SW i jego następca – 207 SW), pełnią rolę kombi lifestylowego o sportowej linii nadwozia. Popyt na takie samochody zaowocował również wprowadzeniem Mini Clubmana, które bazuje na koncepcjach z lat 60. takich jak Austin Mini Countryman i Mini Morris Traveller.
W latach 1960–1970, szczególnie w USA, panowała moda na 3-drzwiowe kombi, produkowane głównie przez GM, Forda, Chevroleta, Edsela i Cadillaca. Jednak po upływie paru lat sami właściciele zauważyli, że jest to rozwiązanie niepraktyczne, auta z każdym rokiem stawały się coraz mniej popularne i sprzedawały się coraz gorzej, aż w końcu zaprzestano produkcji. Przykładami 3-drzwiowych kombi produkcji europejskiej są Volvo P1800ES Estate i Trabant 601 Universal.
Do nadwozi typu kombi zalicza się również większość aut terenowych.
Samochody typu kombi nadają się na karetki Pogotowia Ratunkowego (umożliwiają przewiezienie do szpitala chorego na noszach).